# 주가몽
주자왕(광둥어: Zyu1 Gaa1 Mong6, 중국어 정체자: 朱嘉望, 병음: Zhū Jiāwàng 주자왕[*], 한자음: 주가망, 영어: Moonie Chu 무니 추[*], 1995년 5월 14일~)은 홍콩의 펜싱 선수로 주 종목은 에페이다. 아시안 게임에서 단체전 동메달 2개를 획득했으며, 2020년 하계 올림픽에 참가했다.